# Monobia californica
Monobia californica är en stekelart som först beskrevs av Henri Saussure 1863.  Monobia californica ingår i släktet Monobia och familjen Eumenidae. Inga underarter finns listade i Catalogue of Life.